# Venezolaans honkbalteam

Vlag van Venezuela.

Het Venezolaanse honkbalteam is het nationale honkbalteam van Venezuela. Het team vertegenwoordigt Venezuela tijdens internationale wedstrijden. De manager is Luis Sojo.
Het Venezolaanse honkbalteam hoort bij de Pan-Amerikaanse Honkbal Confederatie (COPABE). 
Venezuela werd in 1941, 1944 en 1945 wereldkampioen. In beide laatste jaren was het land ook gastheer van het kampioenschap. 

## Wereldkampioenschappen
Venezuela nam 21x keer (op 39 edities) deel aan de wereldkampioenschappen honkbal. Naast de drie wereldtitels werd nog 2x de zilveren medaille en 4x de bronzen medaille gewonnen. Venezuela was in 1944, 1945 en 1953 gastheer van dit kampioenschap.
| Editie    | 1940 | 1941 | 1942   | 1944 | 1945 | 1947 | 1950  | 1951   | 1952 | 1953   | 1961  |
| Prestatie | 4e   | Goud | Brons  | Goud | Goud | 5e   | Brons | Zilver | 6e   | Zilver | Brons |
|           |      |      |        |      |      |      |       |        |      |        |       |
| Editie    | 1969 | 1970 | 1973 * | 1980 | 1984 | 1986 | 1990  | 2007   | 2009 | 2011   |       |
| Prestatie | 4e   | 5e   | Brons  | 7e   | 9e   | 7e   | 12e   | 11e    | 7e   | 7e     |       |

*  WK in Cuba 

### World Baseball Classic
Venezuela nam deel aan alle edities van de World Baseball Classic. Het beste resultaat werd behaald in 2009, een gedeeld derde plaats.
| Editie    | 2006 | 2009  | 2013 | 2017 | 2023 |
| Prestatie | 7e   | Brons | 10e  | 8e   | 5e   |

### Pan-Amerikaanse Spelen
Venezuela haalde drie maal het podium op de Pan-Amerikaanse Spelen, ze behaalden goud in 1959. Brons was het in 1955 en 1975.
| Editie    | 1951 | 1955  | 1959 | 1963 | 1971 | 1975  | 1979 | 1983 | 1987 | 2007 | 2011 |
| Prestatie | 5e   | Brons | Goud | 4e   | 6e   | Brons | 6e   | 5e   | 7e   | 8e   | 6e   |